# Хосе Луїс Ругамас
Хосе Луїс Ругамас (ісп. José Luis Rugamas, нар. 5 червня 1953) — сальвадорський футболіст, що грав на позиції півзахисника. По завершенні ігрової кар'єри — тренер.
Виступав, зокрема, за клуб «Атлетіко Марте», а також національну збірну Сальвадору.

## Клубна кар'єра
У дорослому футболі дебютував 1972 року виступами за команду «Атлетіко Марте», в якій з невеликою перервою виступав до 1982 року, двічі вигравши чемпіонат Сальвадору.
З 1983 по 1984 рік він виступав за сальвадорський «ФАС», після чого перебрався в гватемальський «Мунісіпаль», а в 1986 році — в белізький «Сан-Педро Сігокс».
Завершив ігрову кар'єру на батьківщині у команді «Кохутепеке», за яку виступав протягом 1988—1989 років.

## Виступи за збірну
1976 року дебютував в офіційних матчах у складі національної збірної Сальвадору.
У складі збірної був учасником чемпіонату світу 1982 року в Іспанії. З 3-х матчів команди на турнірі Ругамас брав участь у двох: у першій грі проти збірної Угорщини він на 27-й хвилині був замінений на нападника Луїса Раміреса за рахунку 0:3 на користь суперників. Гра в підсумку закінчилася з рекордним для фінальних стадій чемпіонатів світу рахунком 10:1, а Рамірес, що вийшов замість Ругамаса, забив єдиний м'яч центральноамериканців. Наступну гру проти бельгійців Ругамас пропустив. А в останній грі проти аргентинців, діючих на той момент чемпіонів світу, він провів на полі всі 90 хвилин, а команда поступилася з рахунком 0:2.
Останній матч у складі національної збірної Ругамас провів 17 вересня 1989 року, в якому сальвадорці вдома поступилися (0:1) збірній США в рамках чемпіонату націй КОНКАКАФ 1989 року. Загалом протягом кар'єри у національній команді провів у її формі 43 матчі.

## Кар'єра тренера
Розпочав тренерську кар'єру 1996 року, очоливши резервну команду клубу «Атлетіко Марте», після чого тренував і головну команду.
2005 року був головним тренером молодіжної збірної Сальвадору, а з наступного року став помічником мексиканця Карлоса де лос Кобоса у національній збірній Сальвадору. Після відставки де лос Кобоса наприкінці 2009 року Ругамас став тимчасовим головним тренером своєї країни з наступного року. Під його керівництвом команда посіла 4 місце на Центральноамериканському кубку 2011 року і таким чином кваліфікувалась на Золотий кубок КОНКАКАФ 2011 року. Втім на континентальну першість Ругамас вже команду не повіз, оскільки незадовго до її початку, 6 квітня, його на посаді замінив уругвайський спеціаліст Рубен Ісраель.
Останнім місцем тренерської роботи Ругамаса був нікарагуанський клуб «Дір'янхен», головним тренером команди якого Хосе Луїс Ругамас був з лютого по серпень 2016 року.

## Досягнення
- Чемпіон Сальвадору (2): 1980/81, 1982
- Срібний призер Чемпіонату націй КОНКАКАФ: 1981